# Grzegorz Piątek
Grzegorz Piątek (ur. 1980 w Warszawie) – polski architekt, krytyk i historyk architektury, w latach 2005–2011 redaktor miesięcznika „Architektura-Murator”, w latach 2011–2019 członek zarządu Fundacji Centrum Architektury, laureat Paszportu Polityki w kategorii literatura za rok 2022, laureat nagrody „Nike” czytelników za rok 2023. 23 października 2023 roku został laureatem 23. edycji Nagrody im. Jerzego Giedroycia za książkę Gdynia obiecana. Miasto, modernizm, modernizacja 1920-1939.

## Życiorys
W 1998 ukończył III Liceum Ogólnokształcące im. gen. Józefa Sowińskiego w Warszawie. Absolwent Wydziału Architektury Politechniki Warszawskiej (2006).
W latach 2008–2009 koordynator części architektonicznej Polska!Year – polskiego sezonu kulturalnego w Wielkiej Brytanii (organizator: Instytut Adama Mickiewicza)
Kurator wystaw i projektów artystycznych związanych z architekturą:
- Hotel Polonia. The Afterlife of Buildings, pawilon polski, XI Biennale Architektury w Wenecji, nagrodzona Złotym Lwem za najlepszą ekspozycję narodową (z J. Trybusiem, artyści: N. Grospierre, K. Laksa, 2008)[5];
- Disco Zachęta. The Afterlife of Buildings, Zachęta Narodowa Galeria Sztuki, Warszawa (z J. Trybusiem, 2008);
- Zapomniki, Dom Spotkań z Historią, Warszawa (z J. Trybusiem, 2009);
- Open:Poland. Architecture and Identity, Royal Institute of British Architects, Londyn (w ramach Polska!Year, z Robem Wilsonem, 2009);
- Modernización / Modernització, Cuenca/Barcelona (z J. Trybusiem, 2010);
- Góry dla Warszawy, fundacja Bęc Zmiana, Warszawa (2009);
- Tranzyt, fundacja Bęc Zmiana, Warszawa (2010);
- Przyjemność, festiwal Warszawa w budowie 2, Muzeum Sztuki Nowoczesnej w Warszawie (2010);
- Wystawy mówione, Wiels Art Centre (Bruksela), Garazh (Moskwa), Muzeum Narodowe Centrum Sztuki Królowej Zofii (Madryt), Royal College of Art (Londyn), Archiv Kabinett (Berlin), CCA (Kijów), (z S. Cichockim, M. Liberą, J. Trybusiem, 2011);
- Le CorbusYear – program edukacyjno-kulturalny z okazji 125. urodzin Le Corbusiera (Warszawa, Katowice, Tarnów, Wrocław, 2012)[6];
- Dane warszawskie – sekcja wystawy głównej Muzeum Warszawy (z P. Jaworskim, Z. Oslislo-Piekarską, K. Piekarskim, K. Świeżewską, 2017)[7].

Od 2009 do 2011 roku w gronie Honorowych Ambasadorów Warszawy jako kandydata do tytułu Europejskiej Stolicy Kultury 2016. Od 2010 do 2011 członek Rady Programowej warszawskiej kandydatury do Europejskiej Stolicy Kultury 2016. W 2011 kierownik artystyczny starań Warszawy o tytuł Europejskiej Stolicy Kultury 2016.
Od 2011 do 2019 członek zarządu Fundacji Centrum Architektury.
Od 19 sierpnia do 12 listopada 2013 pełnił obowiązki naczelnika w Wydziale Estetyki Przestrzeni Publicznej w Urzędzie m.st. Warszawy. 
Od 2018 roku członek jury konkursu o Nagrodę Architektoniczną Prezydenta m.st. Warszawy. 
Od 2019 członek Zespołu Nazewnictwa Miejskiego w Urzędzie m.st. Warszawy, od 2022 jego wiceprzewodniczący, a od 2023 przewodniczący.
Od 2023 członek zarządu Stowarzyszenia Unia Literacka.

## Twórczość
W latach 2005–2011 redaktor w miesięczniku „Architektura-murator”. W latach 2014–2017 stały felietonista „Gazety Stołecznej”.

### Książki
- Sanator: kariera Stefana Starzyńskiego, Wydawnictwo W.A.B., Warszawa 2016
- Najlepsze miasto świata. Warszawa w odbudowie 1944–1949, Wydawnictwo W.A.B., Warszawa 2020
- Niezniszczalny. Bohdan Pniewski. Architekt salonu i władzy, Teatr Wielki Opera Narodowa, Wydawnictwo Filtry, Warszawa 2021
- Gdynia obiecana. Miasto, modernizm, modernizacja 1920-1939, Wydawnictwo W.A.B., Warszawa 2022
- Starzyński: prezydent z pomnika, Wydanie II uzupełnione, Wydawnictwo W.A.B., Warszawa 2024, ISBN 978-83-831954-4-5

### Współautor
- niemieckojęzycznego przewodnika po Warszawie Warschau. Der thematische Führer durch Polens Hauptstadt, Stuttgart 2009 (z J. Trybusiem)[16]
- ARPS. Architektura Arseniusza Romanowicza i Piotra Szymaniaka, Centrum Architektury, Warszawa 2012 (red. pracy zbiorowej), ISBN 978-83-934574-1-0
- ARPS. The Architecture of Arseniusz Romanowicz and Piotr Szymaniak, Centrum Architektury, Warszawa 2012 (red. pracy zbiorowej), ISBN 978-8393457458
- Lukier i Mięso. Wokół Architektury w Polsce po 1989 roku. Rozmawia Marcin Kwietowicz, Wydawnictwo 40000 Malarzy, Warszawa 2012 (z J. Trybusiem), ISBN 978-83-936015-1-6
- SAS. Ilustrowany atlas architektury Saskiej Kępy, Centrum Architektury, Warszawa 2012, 2013 (z J. Trybusiem, M. Piwowar), ISBN 978-83-957282-5-9[17]
- OCH. Ilustrowany atlas architektury Ochoty, Centrum Architektury, Warszawa 2016, (z M. Bzówką, E. Klećkowską), ISBN 978-83-943750-2-7
- MUR. Ilustrowany atlas architektury Muranowa, Warszawa 2022, (z B. Chomątowską, K. Uchowicz), ISBN 978-83-961764-7-9

Autor artykułów o architekturze, designie i mieście oraz tekstów w książkach i katalogach, m.in.:
- Notes from Warsaw (Warszawa 2007),
- Wallpaper City Guide, Warsaw' (Londyn 2008),
- Hotel Polonia. The Afterlife of Buildings (Warszawa, 2008),
- Architektura Polska/Polen Architektur (Wiedeń 2008).
- mapy Use It. Warsaw (Warszawa 2008, 2009 – 2 wydania).
- Kronikarki – The Chroniclers. Zofia Chomętowska, Maria Chrząszczowa (Warszawa 2012)[18].
- ŻOL. Ilustrowany atlas architektury Żoliborza (Warszawa 2014)[19].

Autor cyklu wykładów Architekst w Muzeum Sztuki Nowoczesnej w Warszawie (2008-2010).

### Przekłady i tłumaczenia
- Cztery ściany i dach. Złożona natura prostej profesji, Reinier de Graaf, Instytut Architektury, Narodowy Instytut Architektury i Urbanistyki, Warszawa 2019, ISBN 978-83-63789-19-9[21]
- On i ja. O architekturze i Le Corbusierze, Jerzy Sołtan, Fundacja Centrum Architektury, Warszawa 2020, ISBN 978-83-957282-1-1[22]
- Architektura myślenia, Andrzej Piotrowski, Narodowy Instytut Architektury i Urbanistyki, Warszawa 2022, ISBN 978-83-960286-6-2[23]

## Nagrody i nominacje
- Doroczna Nagroda Ministra Kultury i Dziedzictwa Narodowego za projekt Hotel Polonia. The Afterlife of Buildings (2008)[24]
- Dyplom Ministra Spraw Zagranicznych za promocję Polski na świecie (2009)
- Laureat Nagrody Literackiej m.st. Warszawy za rok 2016 w kategorii Edycja warszawska za książkę Sanator. Kariera Stefana Starzyńskiego (2017)[25]
- Nominacje w konkursach Nagroda im. Jana Długosza[26] oraz Książka Historyczna Roku za książkę Sanator. Kariera Stefana Starzyńskiego (2017)
- Finalista Nagrody Literackiej „Nike” za książkę Najlepsze miasto świata. Warszawa w odbudowie 1944−1949 (2021)
- Laureat Nagrody Literackiej m.st. Warszawy za rok 2020 w kategorii Edycja warszawska za książkę Najlepsze miasto świata. Warszawa w odbudowie 1944–1949 (2021)[27]
- Laureat Nagrody Architektonicznej Prezydenta m.st. Warszawy za rok 2020 w kategorii Wydarzenie architektoniczne za książkę Najlepsze miasto świata. Warszawa w odbudowie 1944–1949 (2021)[28]
- Laureat Nagrody Historycznej m.st. Warszawy im. Kazimierza Moczarskiego za książkę Najlepsze miasto świata. Warszawa w odbudowie 1944−1949 (2021)[29]
- Nominacja do Górnośląskiej Nagrody Literackiej „Juliusz” za 2021 za książkę Niezniszczalny. Bohdan Pniewski. Architekt salonu i władzy (2022)[30]
- Laureat nagrody Paszport „Polityki” za rok 2022 w kategorii „Literatura” za książkę Gdynia obiecana. Miasto, modernizm, modernizacja 1920-1939[31]
- Laureat Nagrody Literackiej Gdynia 2023 w kategorii esej za książkę Gdynia obiecana. Miasto, modernizm, modernizacja 1920-1939[32]
- Laureat nagrody „Nike” czytelników 2023 za książkę Gdynia obiecana. Miasto, modernizm, modernizacja 1920-1939[33]
- Brązowy Medal „Zasłużony Kulturze Gloria Artis” (2024)[34]